# Lasianthus copelandii
Lasianthus copelandii är en måreväxtart som beskrevs av Adolph Daniel Edward Elmer. Lasianthus copelandii ingår i släktet Lasianthus och familjen måreväxter.
Artens utbredningsområde är Filippinerna. Inga underarter finns listade i Catalogue of Life.